# Равна гора
Равна гора је мања висораван или зараван која се простире на западним и југозападним обронцима планине Сувобор у западној Србији.
Већим делом се састоји од серпентина а мањим од кречњака. Представља заравњен простор, обрастао прилично бујним ливадама и пашњацима. Његови ивични делови су дубоко дисецирани сувим долинама и обрасли густим шумама, претежно буковим. Због ових особина Равна гора је у прошлости веома погодовала сточарству, па је до 1941. на њој било око 120 колиба. Највише их је било у простору званом Вежинац; преко 50 и припадале су већим делом становницима Коштунића. Ван Вежинца колибе су подизане и на северној и североисточној ивици Равне горе. У овом делу до 1984. године остало је само 5 колиба. У ово доба, на лепој заравни, у близини Дамјановог камена изграђена је шумска кућа, која је временом постала власништво ловачког друштва.
Дубоко у долини, северно од Дамјановог камена и у врху те долине налази се Мокра пећина која је важна особеност Равне горе. Пећина је усечена у стрму кречњачку стену. Улаз у пећину је широк око 15 метара а таваница на улазу је висока 4,5 метара. На таваници изнад улаза налазе се три мања отвора. Из пећине избија снажан поток, по којем је пећина и добила име. Око 200 метара низводно а лево од потока, два метра од обале избија из кречњачке стене јак извор у нивоу водотока.
За све излетнике и посетиоце Сувобора у селу Коштунићи коме припада и Равна гора отворено је 90-тих година 20. века прво туристичко етно-село у Србији. Одавде је почела да се шири туристичка култура етно села са апартманима, ресторанима и осталим пратећим садржајима широм Србије. Она на најбољи начин чувају сећање на живот у прошлости у складу са природом, културу и обичаје на којима се налазе.

## Спомен-комплекс
Током деведесетих година 20. века на Равној гори подигнут је спомен-комплекс са циљем да се очува успомена на Југословенску војску у отаџбини, односно четнике предвођене армијским генералом и министром војним Драгољубом Михаиловићем.

## Галерија
- Споменик Драгољубу Дражи Михаиловићу надомак цркве Светог Георгија